# Новис
„Новис“ е българско месечно списание за изкуство и културен преглед, излизало от 1929 до 1932 година.

## История
Главен редактор на списанието е Ламар. В уводната статия на брой № 1 се споменава за традициите на Гео-Милевото списание „Пламък“. Обяснява се характерът на „новото изкуство“ (Новис), като изкуство на масите. В обществено-политическо отношение списанието е ориентирано към анархизма. Общият дух на литературните и политически материали е бунтарски, а оценките са резки и крайни. Отричат се всяка умереност и уравновесеност, традиционните форми на изкуството. Освен Ламар, който печата свои произведения във всяка книжка, на „Новис“ сътрудничат със стихове, белетристика и статии Ст. Севливанов, Славчо Васев, Славчо Красински, Ясен Валковски, Андрей Каменградов и други.